# Tàxon germà
Grup germà és un terme de la sistemàtica en la cladística. En la sistemàtica filogenètica dos tàxons que formen junts un tàxon monofilètic sencer es diuen grup germà l'un respecte a l'altre.
Per exemple, en aquesta classificació els Panina (ximpanzés) i els Hominini (humans) són dos grups germans i junts formen el tàxon dels Homininae.

Superfamília dels hominoïdeus

El terme grup germà denota els relacionats més estretament d'un grup dins un arbre filogenètic. L'expressió “grup germà” queda més fàcilment il·lustrada per un cladograma:
|  | \| \| A \| \| \| \| \| \| B \| \| \| \| |
|  |                                         |
|  | C                                       |
|  |                                         |
|  | A                                       |
|  |                                         |
|  | B                                       |
|  |                                         |

|  | A |
|  |   |
|  | B |
|  |   |

El grup germà de A és B. De la mateixa manera el grup germà de B és A. Aquests dos grups en conjunt amb tots els seus descendents del seu darrer antecessor comú, constitueixen un clade; el seu grup germà és C. La totalitat d'aquest cladograma s'arrelarà en un arbre més gran, oferint encara posteriors grups germans. Per als estàndards cladístics, A, B, i C poden aquí representar espècimens, espècies o tàxons. En els casos que representin espècies de vegades es fa servir l'expressió espècie germana (sister species).
El terme "grup germà" sempre es fa servir amb relació a l'anàlisi filogenètica. Un exemple molt citat és el dels ocells el grup germà dels quals és el del cocodrils. Per tant, el terme de grup germà s'ha de veure com un terme relatiu.
Hi pot haver tres grups germans o més, a condició que entre ells hi hagi un mateix grau de parentiu.